# Pálinkafőzés
A pálinkafőzés a pálinka elkészítésének a része, olyan biokémiai folyamat, amely az erjesztésből, a lepárlásból és az érlelésből áll. A gyümölcsfeldolgozás technológiája ennél összetettebb, többlépcsős folyamat. Része a gyümölcs válogatása, a mosás, a gyümölcs megfelelő aprítása, magozása, az enzimes kezelés és a pektinbontás, a pH-védelem: savazás kénsavval vagy foszforsavval, az erjesztés, majd végül a lepárlás.
A 2008. évi LXXIII. törvény (Pálinkatörvény) értelmében a pálinka, illetve a törkölypálinka kizárólag Magyarországon termett gyümölcsből, illetve Magyarországon termett és feldolgozott szőlő törkölyéből készülhet. Gyümölcssűrítményből, illetve szárított vagy aszalt gyümölcsből nem készülhet pálinka, de főzéssel-passzírozással feldolgozott gyümölcsvelőből igen. Jó minőségű pálinka kizárólag érett és egészséges gyümölcsből állítható elő – a gyümölcs érettsége feltétele a telt ízű pálinkának. A cefre megfelelő savtartalmához hozzájárul a sok napsütés is. A kedvező pH-érték 2,8–3,2 között van. A magasabb vagy alacsonyabb pH-érték a fertőzések és a tárolás szempontjából kedvezőtlen.
A pálinkafőzés történelmi kontextusban szeszfőzést jelent, függetlenül a párlat alapanyagától vagy előállítási helyétől. A történelmi magyar „pálinkafőzés” magában foglalta a borseprőből, rozsból, búzából, kukoricából, hajdinából, burgonyából, ritkábban akár céklából, édes gyökerekből vagy borsóból készült párlatok főzését is, amíg ezek helyét teljesen át nem vette a finomszeszgyártás a 20. század első felében.
Fontos kiemelni: annak ellenére, hogy a pálinka termelése/forgalmazása Magyarországon engedélyezett és a legmagasabb körökből támogatott, orvosi szempontból más alkoholt tartalmazó italokhoz hasonlóan súlyosan mérgező vegyület. (Magas alkoholtartalma miatt a többi alkoholos italtól fokozott veszélyessége különbözteti meg.) Erre utalt Zacher Gábor toxikológus is nyilatkozatával, amikor az iskolai kémiai könyvekbe bekerült a pálinkafőzés: „ennyi erővel akár a [nem legális] kábítószerek előállítását is megtaníthatnák a diákoknak, hiszen az is bemutatja a kémiai folyamatokat.” A pálinka forgalmazásának betiltását követelte már Kossuth Lajos és Wesselényi Miklós is. (Természetesen az ennél szigorúbb nézetű, általában az összes alkoholos ital betiltását követelő orvosok véleménye a pálinkára is vonatkozott.)
Az otthoni pálinkafőzés 2010-es legalizációja szembemegy egy konzervatív kormánytól elvárható szigorú drogpolitikával, mely állítása szerint ellenzi a drogok legalizációját, a zéró toleranciát hirdeti a drogokkal kapcsolatban, és a drogmentes Magyarországot tekinti céljának. Míg olyan drogok, mint az LSD, a marihuána és az ecstasy illegálisak, addig az ezeknél sokkal keményebb és veszélyesebb drog, az alkohol nem csak hogy legális, hanem a pálinka formájában való alkoholfogyasztás még a kormányzati politika által támogatott is lett. Puzsér Róbert így fogalmazott: „Ha a marihuána illegális, akkor az alkohol is legyen az. Ma Magyarországon a házilag történő pálinkafőzés legális. Itt egy keménydrogról beszélünk. Lényegesebben keményebbről, mint a fű.”
A legalizált otthoni pálinkafőzés egyúttal a feketegazdaságot is erősíti. Minden nagykorú ember ugyanis 86 liter pálinkát főzhet adómentesen, amit legfeljebb a legkeményebb alkoholisták tudnak meginni. Ez a nagy mennyiség pedig arra sarkalja az embereket, hogy feketén kereskedjenek az otthon főzött pálinkával. Vagyis az otthoni pálinkafőzés legalizációja a kormány azon céljával is szembemegy, amely szerint a kormány célja a feketegazdaság visszaszorítása.
A legális kereskedelemben forgalmazott pálinkákon kívül a magyar gyümölcspárlatok jelentős része bérfőzésben, magánfőzésben vagy feketefőzésben készül – jelenleg mindhárom esetben adómentesen –, ezért a pálinka különböző aktuálpolitikai, társadalmi és népegészségügyi problémákban is érintett. A 2010 óta legális magánfőzést, illetve a pálinka és a magánfőzés központi népszerűsítését a szakemberek a magyarországi alkoholizmus egyik (vagy a) legfontosabb súlyosbító tényezőjének tartja.
Zacher Gábor toxikológus is rendkívül kritikus a pálinkafőzés liberalizációjával és az alkoholizálás állami szintű propagálásával kapcsolatban. Így fogalmazott: Nagyon várom már, hogy mikor lesz a magyar alkoholista is hungarikum, hiszen a magyar pálinka hungarikum, emelték is az egy főre főzhető pálinkamennyiséget, miközben több mint nyolcszázezer alkoholbeteg van Magyarországon.
A pálinkafőzés liberalizációja emellett a magyarországi cigányok integrációjának is jelentős gátat szab: az MTA Környezet és Egészség Bizottságnak a kutatása szerint az otthoni pálinkafőzés legalizációja után jelentősen megugrott a cigányok körében az amúgy is nagyon magas alkoholfogyasztás. Ez nagy szerepet játszik abban, hogy a cigányok közül kevesen érik meg az időskort, a többségi társadalom tagjaihoz képest a cigányok várható átlagos élettartama 10 évvel rövidebb, gyakoriak közöttük a daganatos megbetegedések, és magas a csecsemőhalandóság is. Sándor János, a Debreceni Egyetem Népegészségügyi Karának docense elsőként az otthoni pálinkafőzés szabályainak enyhítését említette példaként, ami rontott a cigányok egészségi állapotán.
A mi agyunk az a nemzetnek a vagyona. A fő-fő reménysége [...] ami az emberek koponyájában van. Addig hasznos, addig emberi az élet, amíg az agy teljes teljesítőképességű. És ezt veszélyezteti az alkohol, az egy idegméreg.

## Erjesztés
Maga az erjedés olyan biokémiai folyamat, amelyeket különböző élesztőtörzsek által termelt enzimek katalizálnak. A cefréhez általában fajélesztőt adnak, amely biztosítja az erjedés megindulását és egyenletes lefolyását. A kierjedt cefre vizet, alkoholt, valamint szilárd és oldott anyagokat tartalmaz. Illóanyag a víz, az etil-alkohol, valamint különböző kellemes és kellemetlen aromájú szerves vegyületek, a metil-alkohol, az aldehidek, a kozmaolajok, a szerves savak, az észterek és egyéb aromaanyagok.

## Lepárlás

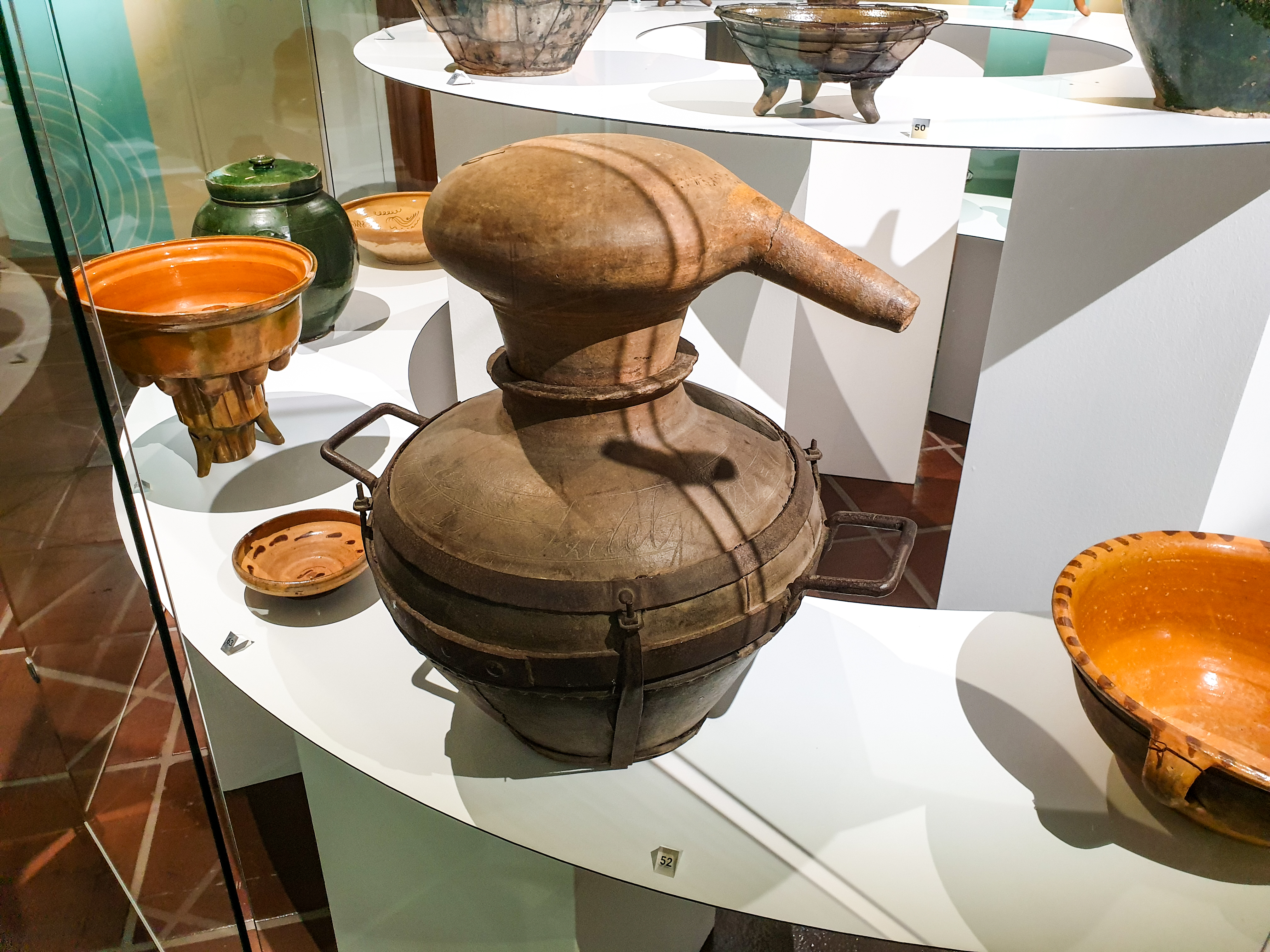
Régi pálinkafőző edény a Celjei Regionális Múzeumban

A pálinkakészítés egyik lényegi mozzanata, hogy a szakemberek az erjesztett cefréből elkülönítik az illóanyagokat a szilárd és nem illó anyagoktól. Ez a folyamat a desztillálás vagy lepárlás. Az erjedt cefrét előmelegített tartályokba fejtik, majd a vörösrézből vagy rozsdamentes acélból készült üstökben lepárolják. A pálinka desztillálása során a középpárlatot használják fel, vagyis a legértékesebb részt, amit a francia nyelv „le cœur”-nek, szívnek nevez. Az elő- és utópárlatot még egyszer desztillálják, a tisztább íz kedvéért. A középpárlat megfelelő elválasztása az elő- és utópárlattól rendkívüli szaktudást igényel, nagyrészt itt dől el a pálinka minősége. A kisüsti pálinka alkoholtartalmát szigorú előírás szerint (+/- 0,3% v/v) jó minőségű, ioncserélt vízzel állítják be a forgalomba hozatal előtt.

## Érlelés
Ahhoz, hogy a pálinka a forgalomba hozatalkor már ne legyen karcos, íze kialakuljon, vagyis többé-kevésbé beérett legyen, minden esetben bizonyos ideig tartó tárolás, érlelés szükséges. A párlat érlelése maximum tíz hektoliteres fahordókban történik, és minimum három hónapig tart. A tárolás célja a pálinka pihentetése. Ez nem igényel fahordós elhelyezést, hiszen nem az a cél, hogy a fából beoldódó újabb aromakomponensekkel kiegészüljön az ital. A mai italipari technológiákban általában rozsdamentes tartályok váltják fel a fahordókat a pálinkák, párlatok tárolásánál, érlelésénél, így csökkenthető a párolgási veszteség.
Rozsdamentes tárolótartály. Tárolás közben a pálinkát időnként levegőztetni kell, így elsimíthatók a párlatok aromái. Így csak harmonizált termék jön létre, de nem érlelt.
Fahordós érlelés. A hagyományos tölgyfahordó intenzív sárgásbarna színt, markáns tölgyfajelleget ad, de csak karakteres párlatok esetén szabad alkalmazni (például szilva, törköly, borpárlat). Az érleléshez (érlelt pálinka, ópálinka) minden esetben fahordó szükséges. Ennek mérete meghatározza az érlelés sebességét (minél kisebb a hordó, annál nagyobb a fajlagos felülete, s annál intenzívebb a beoldódás), anyaga pedig színt, ízt, illatot ad a pálinkának.
A markáns, karakteres, nehéz illatú és ízű párlatokat különböző anyagú fákból készült hordókban tárolhatják, érlelhetik. A tölgy markánsan kemény, csersavas ízt, óarany színt ad a pálinkának, míg a gesztenye finoman árnyalt színt és kevésbé karakteres, savas jelleget. Az akácfa zöldessárga színt és egy kissé kesernyés ízt eredményez.
A fahordóban történő érleléshez az optimális alkoholtartalom a 60-65 v/v %; így érhető el, hogy a fa alkoholban és vízben oldható anyagai harmonikus arányban kerüljenek a párlatba. A fahordó anyagából kioldódó anyagok természete különböző. Nemcsak az íz, valamint a szín kialakítására vannak hatással, hanem a szeszesitalok oldottanyag- (extrakt-) tartalmának jelentős emelkedését is előidézik. Ez az emelkedés nagyban hozzájárul a szeszesitalok úgynevezett "telt" ízének, testességének kialakulásához.

## Palackozás
A pálinkák pihentetését, érlelését követően egy többlépcsős technológiai művelet után palackozzák az italokat. A pálinkák, párlatok – mivel csak illóanyagokat tartalmaznak – általában víztiszták, palackozás előtt csupán biztonsági szűrést igényelnek. A fogyasztási alkoholtartalom beállítása után zavarossá válhat a pálinka, erre külön figyelmet kell fordítani.

## Pálinkafőzdék működési formái
Jelenleg Magyarországon – jövedéki szempontból – két eltérő típusú pálinkafőzési mód létezik: a bérfőzés és a kereskedelmi főzés. A magyarországi szeszfőzdék nagyobb része ma bérfőzéssel foglalkozik, ez kb. 500 főzdét jelent, míg a kereskedelmi főzdék száma 110-120 közé tehető.

## A magánfőzés intézménye
2010. szeptember 27-én életbe lépett törvénymódosítás eredményeként magánszemélyek is birtokolhatnak szeszfőző berendezést, illetve saját részre főzhetnek azzal különböző (szőlőbor-, szőlőseprő-, szőlőtörköly- és gyümölcs-) párlatokat, ennek értelmében tehát pálinkát is.
A Jövedéki törvény főbb pontjai: a lefőzendő cefre készülhet saját vagy vásárolt gyümölcsből; a birtokolt berendezés űrtartalma nem haladhatja meg a 100 liter térfogatot, amelyet bejelentési kötelezettség nem terhel. Az adómentesen lefőzhető mennyiség 50 liter 86°-os párlat; egy családon belül maximálisan lefőzhető 200 liter tiszta szesz, amelyből az első 50 liter feletti mennyiséget a kereskedelmi főzdék által is fizetendő literenkénti 2890 Ft-os jövedéki adó terheli.